# Maud de Boer-Buquicchio

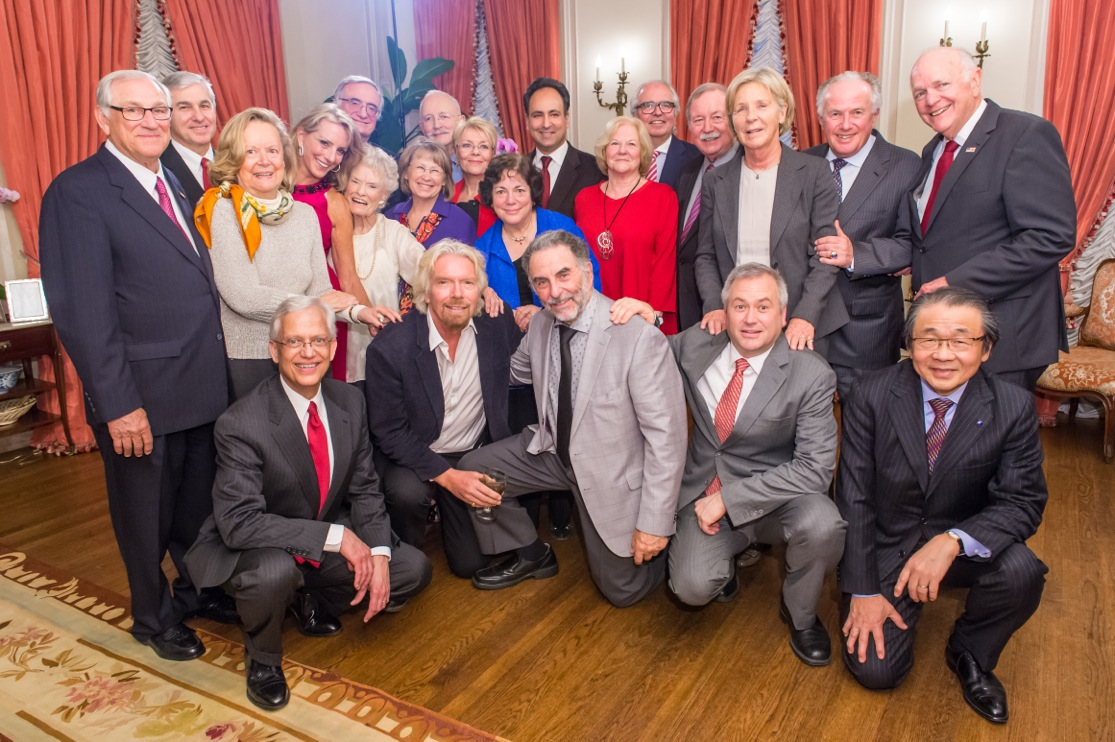
De Boer-Buquicchio (staand, 3e van rechts) met de Raad van Bestuur van het International Centre for Missing & Exploited Children

Maud de Boer-Buquicchio ( Hoensbroek, 28 december 1944) is een Nederlandse jurist en de speciale VN- rapporteur voor  kinderhandel, kinderprostitutie en kinderpornografie. Ze was vanaf 2002 adjunct-secretaris-generaal van de Raad van Europa en ging in 2012 met pensioen. Ze werd opgevolgd door Gabriella Battaini-Dragoni.

## Biografie
De Boer-Buquicchio  studeerde Franse en Franse literatuur en later rechten aan de Universiteit Leiden. Ze specialiseerde zich in internationale betrekkingen en arbeidsrecht en behaalde haar graad in 1969 met een proefschrift over de gelijkheid van behandeling van mannen en vrouwen in het Europese Gemeenschapsrecht.
De Boer-Buquicchio ging in 1969 bij de Raad van Europa en werd lid van het juridisch secretariaat van de Europese Commissie voor de Rechten van de Mens. Ze heeft verscheidende functies gehad bij de Raad van Europa, waaronder een functie in het kabinet van de secretaris-generaal van de Raad van Europa en als adjunct-griffier van het Europees Hof voor de rechten van de mens . Ze werd in 2002 tot adjunct-secretaris-generaal gekozen en herkozen in 2007.
De Boer-Buquicchio is lid van de Raad van Bestuur van het International Centre for Missing & Exploited Children (ICMEC), een wereldwijde non-profitorganisatie die seksuele uitbuiting van kinderen, kinderpornografie en ontvoering van kinderen bestrijdt.
In 2013 werd ze verkozen tot president van Missing Children Europe, een functie die ze overnam van voormalig advocaat-generaal bij het Europees Hof van Justitie, Sir Francis Jacobs.

## Privéleven
De Boer-Buquicchio is getrouwd en heeft drie zonen.